# Wii 모션플러스
Wii 모션플러스(Wii MotionPlus)는 닌텐도가 개발한 Wii 리모컨용 하드웨어이다. 대한민국에서는 6월 3일, 레드스틸 2를 발매하면서 Wii 모션 플러스를 동봉 발매했고, 낱개 판매는 6월 24일에 한국 시장에서 발매되었다. Wii 모션 플러스는 판매 가격이 15,000원으로 책정되었다.
이 액세서리는 2009년 6월에 처음 출시되었다. Wii 리모컨의 최신 하드웨어 개정판인 Wii 리모컨 플러스는 나중에 Wii 모션플러스 기술이 내장되어 출시되었다.

## Wii 리모컨플러스

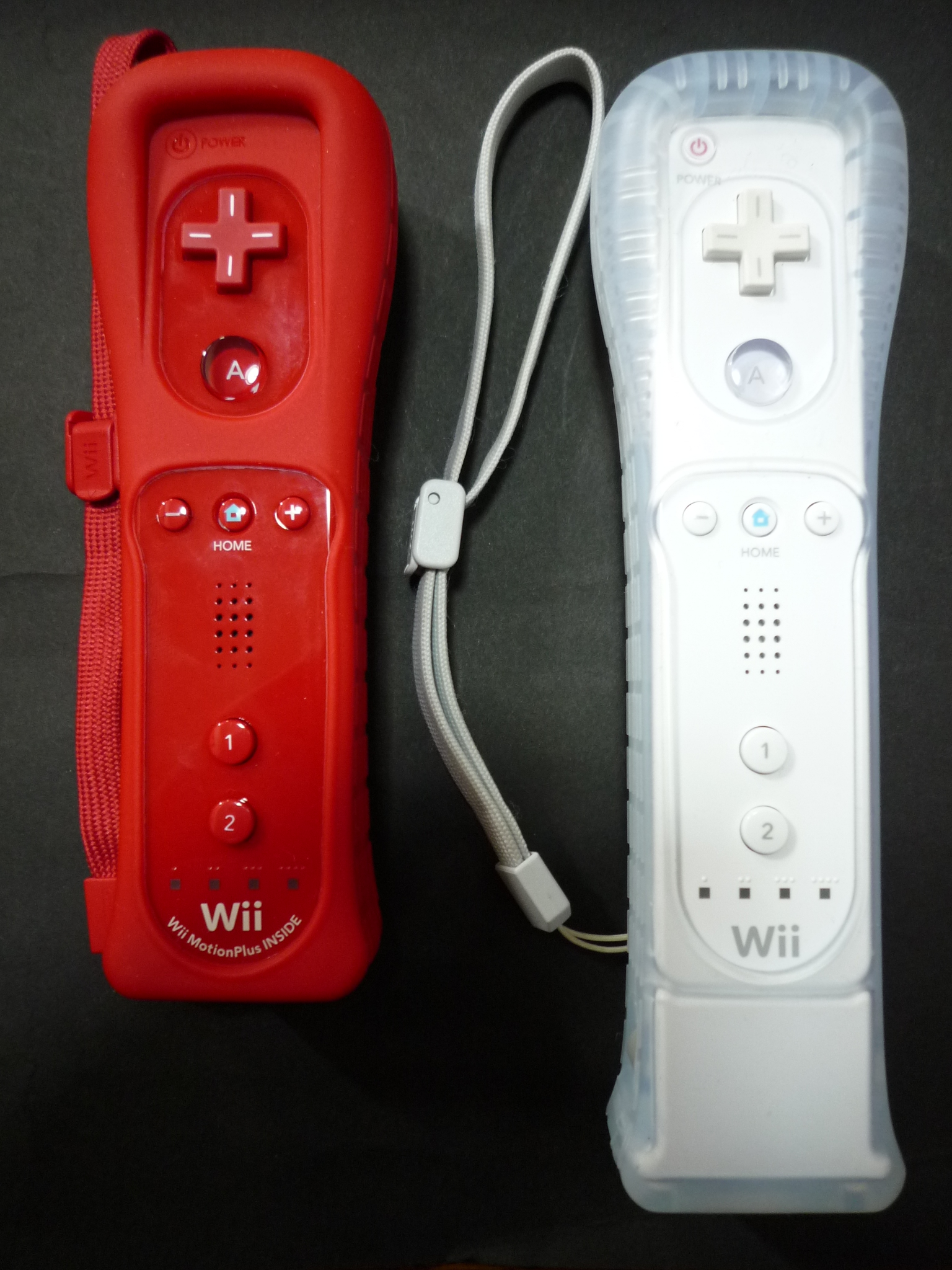
왼쪽이 리모컨플러스, 오른쪽이 모션플러스를 장착한 위 리모컨.

Wii 리모컨플러스(Wii RemotePlus)는 Wii 리모컨에 모션 플러스 기능을 탑재한 리모컨이다. Wii 리모컨과 차이가 없어 보이지만, Wii 리모컨플러스는 리모컨 하단에 "Wii MotionPlus INSIDE" 라고 적혀 있다.

## 같이 보기
- 모션 캡처
- 플레이스테이션 무브
- 플레이스테이션 아이
- 레이저 히드라
- 키넥트